# Adar Gandelsman
Adar Gandelsman (nascuda el 5 de desembre de 1997) és una model israeliana, que va ser coronada Miss Israel 2017. Gandelsman és d'Ascaló, una ciutat situada al Districte del Sud d'Israel. En maig de 2017, Adar va servir en les Forces de Defensa d'Israel. L'anterior Miss Israel 2016, va ser la model Yam Kaspers Anshel. Adar representarà Israel en el concurs Miss Univers 2017.